# 1046
1046 (MXLVI) fue un año común comenzado en miércoles del calendario juliano.

## Acontecimientos
- Clemente II es nombrado papa.
- Enrique III el Negro coronado emperador del Sacro Imperio Romano Germánico.

## Nacimientos
- Ladislao I de Hungría
- Jimena Díaz de Vivar

## Fallecimientos
- Abad Oliva, religioso español.
- Guillermo de Altavilla, aventurero y conde normando.